# 핀볼가어군

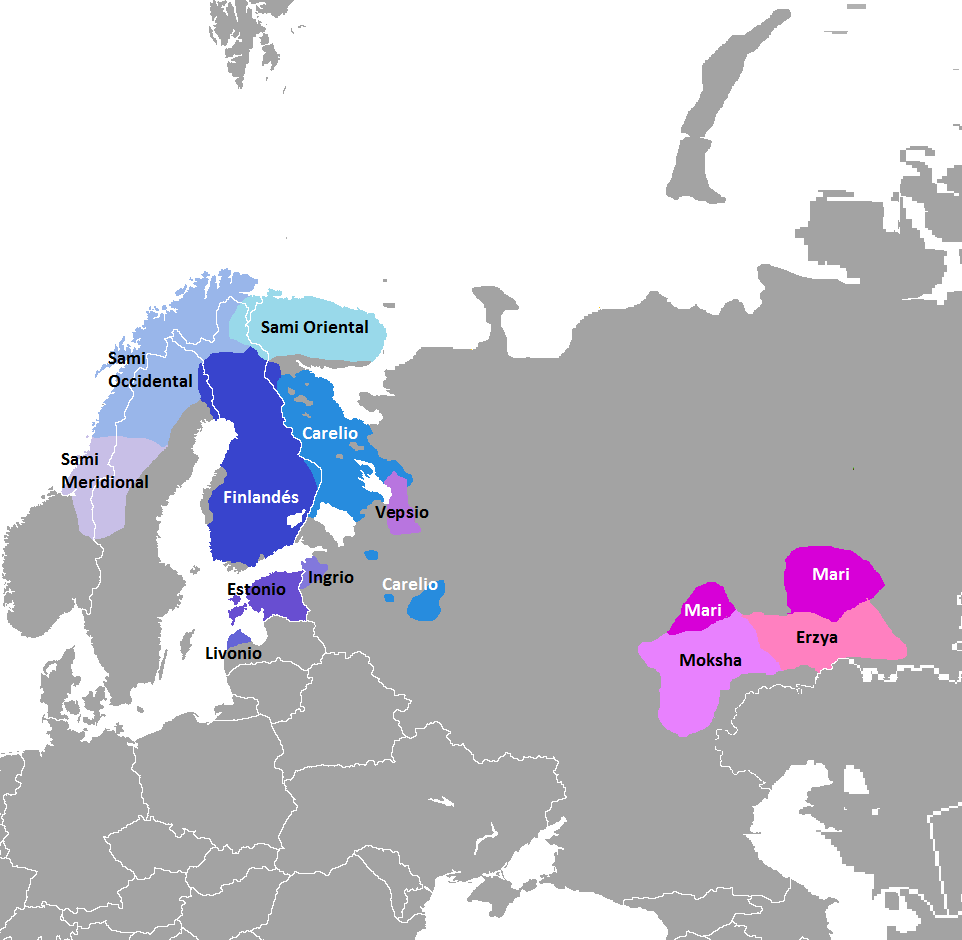

핀볼가어군(Finno-Volgaic)은 우랄어족의 핀어군, 사미어군, 모르드바어군, 마리어를 묶은 가설적 분류이다. 전통적 우랄어 연구에서 핀페름어군으로부터 기원전 2000년 경에 갈라져 나왔다고 여겨져 왔다. 간혹 더 세분하여 핀어군과 사미어군을 묶은 핀사미어군과 모르드바어군과 마리어를 묶은 볼가핀어군이라는 분류가 쓰이기도 했다. 현대 연구에서는 대체로 받아들여지지 않고 있다.

## 분류
Mari(Cheremisic)
- 마리어(체레미스어)

모르도바어(모르드빈어)
- 에르자어
- 목샤어

소멸된 핀볼가어족의 언어
- 메리야어 — 소멸
- 메셰리아어 — 소멸
- 무로미아어 — 소멸

핀라프어군(핀사미어군)
- 사미어(라프어)
  - 서부사미어족
    - 남부사미어
    - 우메사미어 — 소멸
    - 룰레사미어
    - 피테사미어 — 소멸
    - 북부사미어

  - 동부사미어족
    - 카이누사미어 — 소멸
    - 케미사미어 — 소멸
    - 이나리사미어
    - 아칼라사미어 — 소멸
    - 킬딘사미어
    - 스콜트사미어
    - 테르사미어 — 소멸
- 발트핀어군
  - 에스토니아어
  - 핀란드어(메앤키엘리 또는 토르네달리아핀란드어, 크벤핀란드어, 잉그리아핀란드어로 나뉨)
  - 이조리아어(잉그리아어) — 소멸
  - 카리알라어
    - 트베르카렐리야어
    - 루디어
    - 올로네츠카렐리야어

  - 리보니아어
  - 벱스어
  - 비로어 (세토어 또는 세투어로 나뉨)
  - 보틱어 - 소멸

## 같이 보기
- 볼가핀족